# Dżubb at-Tawil
Dżubb at-Tawil (arab. جب الطويل) – wieś w Syrii, w muhafazie Aleppo, w dystrykcie Manbidż. W 2004 roku liczyła 814 mieszkańców.